# Људовит Фула
Људовит Фула (слч. Ľudovít Fulla; Ружомберок, 27. фебруар 1902 — Братислава, 21. април 1980) је био словачки сликар, графичар, илустратор, сценограф и ликовни педагог. Сматра се једном од најважнијих фигура словачке креативне уметности у 20. веку. Познат је по успостављању словачког модернизма.

## Дела и изложбе
Почетком тридесетих година наступио је Љувит Фула скупа са Микулашем Галандом испред јавности са манифестом „Приватна писма Фуле и Галанде“ у којим су изразили потребу да заврше са старим уметничким методама које ништа не говоре и траже и крче путеве за новим изражајним средствима и методама које одговарају динамичким променама које су карактеристичне за живот човека у 20. веку. У његовим радовима се виде принципи који су поставили савремени уметноци као Марк Шагал, Пабло Пикасо, Пол Кле и други
Људовит Фула излагао је у Братислави, Жилини, Варшави, Прагу и Кошицама.
После награда за сценографију и награде за слику „Песма и рад“ у Паризу 1963. године је добио титулу народног уметника.
За градњу и отварање Галерије Људовита Фулу у Ружомбероку 1969. године даровао је држави велики број својих дела.